# Crucero (Chile)
Crucero es una aldea localizada entre los ríos Bueno y Pilmaiquén en la comuna de Río Bueno, Provincia del Ranco, Región de Los Ríos, Chile.
Según el censo 2002, la localidad contaba con una población de 800 habitantes.
El sector de Crucero es una localidad situada en la comuna de Río Bueno, en la Región de Los Ríos, al sur de Chile. Este sector es conocido por su entorno rural y sus paisajes pintorescos, que incluyen extensas praderas, colinas suaves y áreas boscosas. Crucero es un área que refleja la vida tranquila y conectada con la naturaleza típica de la zona sur del país.
Características del Sector de Crucero:
1. Agricultura y Ganadería: Crucero es una región predominantemente agrícola y ganadera. Las actividades económicas principales incluyen la producción de leche, carne y cultivos diversos. Las explotaciones familiares y las grandes estancias coexisten en esta área, aprovechando las fértiles tierras y el clima templado para la producción agropecuaria.
2. Paisaje Natural: El sector de Crucero se destaca por su belleza escénica. Los campos verdes, las colinas onduladas y los bosques de árboles nativos como el coigüe, el roble y el raulí crean un entorno visualmente atractivo. Las aves y la fauna local añaden un encanto adicional al paisaje.
3. Cultura y Tradiciones: La vida en Crucero está marcada por las tradiciones rurales y la cultura campesina. Las fiestas costumbristas, las actividades comunitarias y las celebraciones religiosas son una parte importante de la vida social. Las tradiciones agrícolas y ganaderas se transmiten de generación en generación, manteniendo viva la identidad cultural de la región.
4. Infraestructura y Servicios: Aunque es una zona rural, Crucero cuenta con servicios básicos como escuelas, centros de salud y comercio local. La conectividad vial permite el acceso a la ciudad de Río Bueno y otras localidades cercanas, facilitando el transporte de productos agrícolas y el acceso a servicios adicionales.
5. Turismo y Recreación: El sector de Crucero, con su entorno natural, es un destino atractivo para el turismo rural. Los visitantes pueden disfrutar de actividades como el senderismo, la observación de aves y la pesca en los ríos y esteros cercanos. Además, algunas estancias ofrecen experiencias de turismo rural, permitiendo a los visitantes conocer la vida del campo y participar en actividades agrícolas.